# Велез-Малага
Велез-Малага (шп. Vélez-Málaga) град је у Шпанији у аутономној заједници Андалузија у покрајини Малага. Према процени из 2008. у граду је живело 72.842 становника.

## Становништво
Према процени, у граду је 2008. живело 72.842 становника.
| 1991.  | 2001.  |
| ------ | ------ |
| 50.999 | 57.142 |